# Хиджра
Хи́джра (араб. هجرة‎, дословно — «переселение») — переселение мусульманской общины под руководством пророка Мухаммада из Мекки в Медину, произошедшее в 622 году. Год хиджры стал первым годом исламского лунного календаря (лунной хиджры). От хиджры ведётся отсчёт и в иранском солнечном календаре (солнечной хиджре).

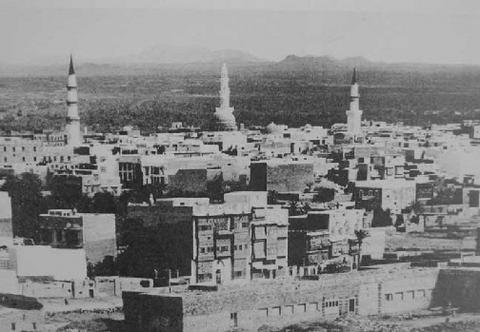
Общий вид старого города Медина

## Развитие событий

### Предпосылки и первые попытки переселения
Ранние проповеди пророка Мухаммада не волновали мекканскую аристократию — но только до тех пор, пока он, увещевая не принявших ислам лиц, не стал утверждать, что их предки горят в адском огне. Затрагивание священной для арабов темы — темы предков и уважения к ним — привело к волнениям среди не принявших ислам мекканцев.
Под давлением соплеменников на молодую мусульманскую общину, пророк Мухаммад предложил своим последователям укрыться в Эфиопии (тогда Аксумское царство) — первая группа беженцев отправилась туда под предводительством Усмана ибн Аффана — одного из сподвижников Мухаммада. Первая группа мусульман выехала в апреле-мае 614 года, вторая — не позднее конца 615 года, на 5-м году пророчества.
Аристократия Мекки вынуждала родственников мусульман, покинувших город, разрывать все отношения с покинувшими их родственниками. Мусульманам был объявлен бойкот: с ними запрещалось вести любые виды торговых сделок и заключать браки. Подобная мера, никогда ранее не применявшаяся, постепенно вызвала крупное недовольство среди мекканцев. Живые родственники, как и умершие предки, для арабов являлись священной темой, вследствие чего представители различных родов так или иначе тайно и явно нарушали бойкот. Через 2—3 года несколько наиболее влиятельных мекканцев взяли на себя гарантию неприкосновенности и покровительства и положили конец бойкоту.

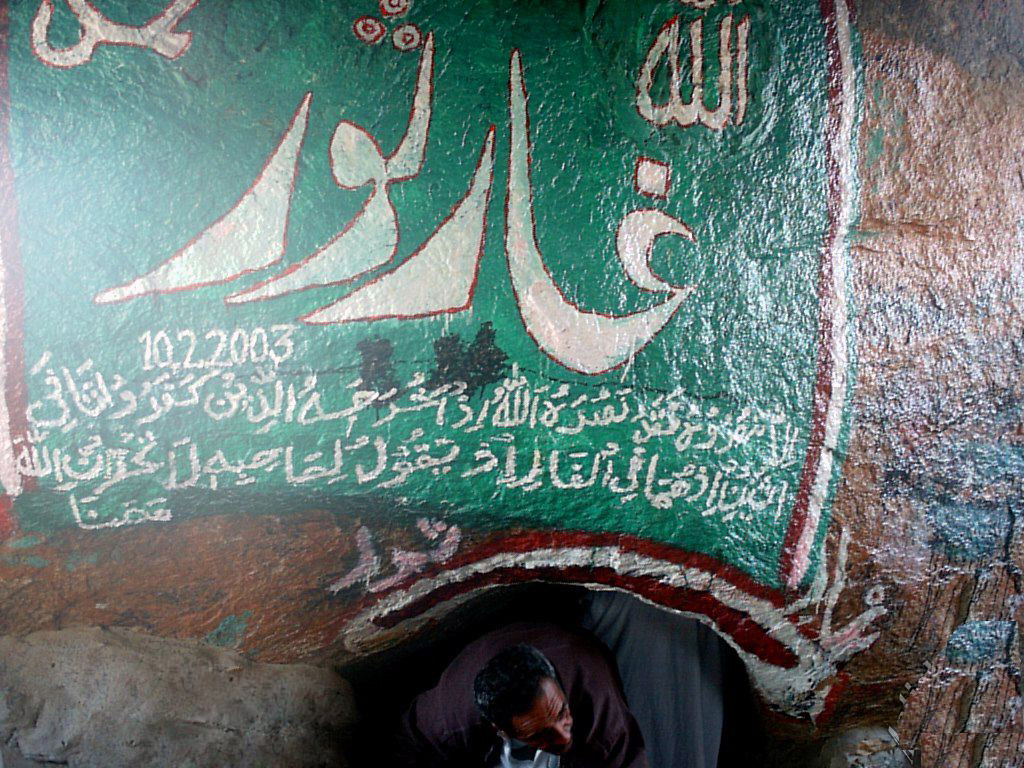
Пещера, в которой прятались Мухаммад и Абу Бакр во время миграции в течение трёх ночей

С каждым днём опасность нахождения в Мекке увеличивалась, и в этих условиях пророк Мухаммад принял решение переселиться в Медину. Население этого оазиса не было чисто арабским: значительную часть его составляли еврейские (а также иудаизированные арабские) племена бану кайнука, курайза, надир, фитьяун. Арабское население Ясриба (прежнее название Медины) составляли племена аус и хазрадж, тесно связанные родственными узами с южноарабскими племенем азд и претендовавшие на родство с Гассанидами. Постоянные распри между этими племенами побудили их обратиться к пророку Мухаммаду как к третейскому судье и предводителю.

### Переселение (хиджра)
Переговоры о переселении мусульманской общины в Ясриб состоялись 14 июля 622 года на Акабе. Для переселения мусульман потребовалось приблизительно три месяца, отъезд быстро принял тотальный характер. Обеспокоенные происходящим, соплеменники установили слежку за Мухаммадом, как инициатором и руководителем отъезда. Опасаясь за свою жизнь, Мухаммад укрылся в доме Абу Бакра, одного из своих ближайших последователей; ночью они бежали за город и в течение трёх суток скрывались от соплеменников, всполошённых внезапным исчезновением возмутителя спокойствия. Лишь после прекращения поисков, в последние дни июля 622 года, Пророк присоединился к переселившейся в Ясриб общине. Это событие может считаться началом первого исламского государства. Период до Хиджры именуется джахилия (последний термин в широком смысле означает доисламский период в целом).

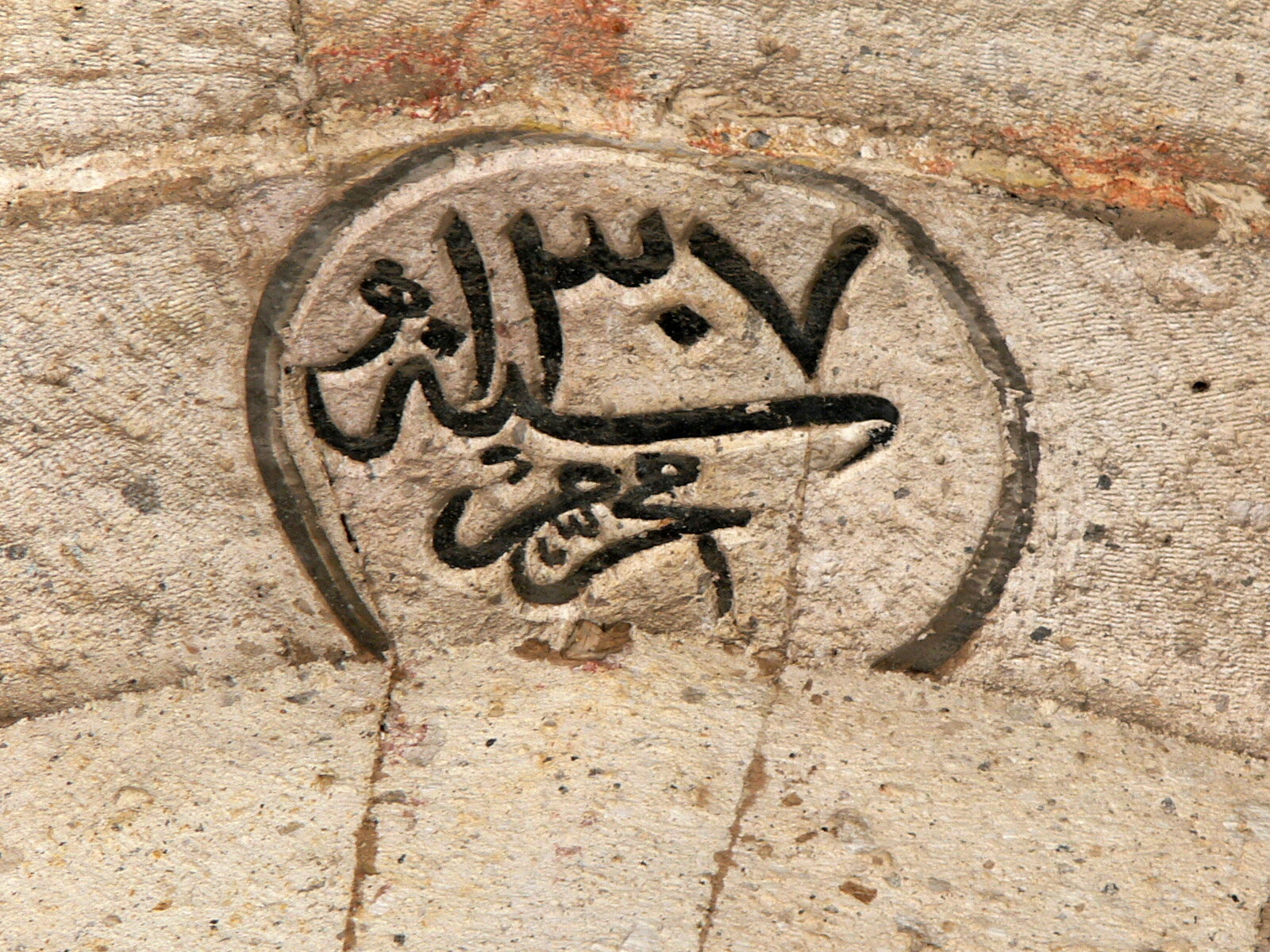
Исламская история в музее турецкого города Конья

Прибытие Мухаммада в Ясриб (названный позже «городом Пророка», то есть Мадинат-ан-Набийй, или просто Мадина/Медина) большинство историков датирует 24 сентября 622 годом. Однако вести летосчисление с хиджры начали лишь в 637 году, в период правления второго праведного халифа Умара ибн аль-Хаттаба. При этом по велению халифа за отправную точку новой эры был взят не сам день прибытия Пророка в Медину, а 1 мухаррама (первый день первого месяца) того же года. Этот день соответствовал 16 июля 622 года по юлианскому календарю.
Мусульманская община, переселившаяся в Ясриб, насчитывала 80—100 человек; в дальнейшем этих людей стали называть мухаджирами, то есть «совершившими переселение». Именно они, наиболее преданные последователи Пророка, считались в грядущем наиболее авторитетными и уважаемыми членами мусульманской общины. В ближайшие годы мухаджиры так или иначе породнились между собой посредством браков между своими детьми — например, Мухаммад выдал за Али свою дочь Фатиму, взяв в то же время в жёны дочерей Абу Бакра (Аишу) и Умара (Хафсу). Население же Ясриба, принявшее к себе мусульманскую общину, стали называть ансарами.
Именно в этот период Мухаммад отверг старую практику распределения доходов (в частном случае — военной добычи), согласно которой 1/4 доставалась вождю. Он задал более скромную долю — 1/5, называемую хумс. Именно в этот период Мухаммад постановил, что наибольшую долю оставшегося дохода должны получать мухаджиры, после них — ансары, и лишь в последнюю очередь — прочие члены общины.